# Basilika Unserer Lieben Frau der Königin von Polen (Stalowa Wola)

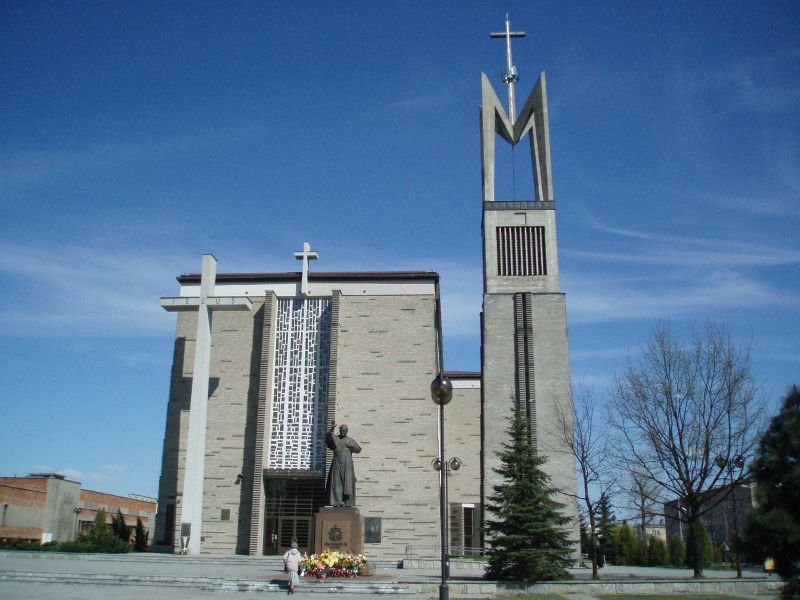
Basilika Unserer Lieben Frau der Königin von Polen

Die Basilika Unserer Lieben Frau der Königin von Polen (polnisch Bazylika Matki Bożej Królowej Polski w Stalowej Woli) ist eine römisch-katholische Kirche in Stalowa Wola in der polnischen Woiwodschaft Karpatenvorland. Die Konkathedrale des Bistums Sandomierz ist eine Marienkirche mit dem Patrozinium Maria Königin und trägt den Titel einer Basilica minor.

## Geschichte
Die Kirche wurde nach dem Entwurf des Architekten Jan Bogusławski und des Bauingenieurs Konstanty Jankowski in den Jahren 1956 bis 1973 errichtet. Dabei wurde der Bau ab 1961 für zehn Jahre staatlich unterbrochen. Die Fertigstellung wurde am 2. Dezember 1973 mit der Kirchweihe durch Kardinal Karol Wojtyła abgeschlossen. Die Pfarrgemeinde wurde 1977 gegründet. 1992 wurde die Kirche zur Konkathedrale des Bistums, August 1998 verlieh ihr Papst Johannes Paul II. den Rang einer Basilica minor, die feierliche Verkündigung erfolgte am 20. September 1998 durch den Primas von Polen, Kardinal Józef Glemp.

## Architektur
Die Originalität der architektonischen Idee der Kirche drückt sich in der Kombination gotischen Form mit moderner Technologie der Projektumsetzung aus, bei der vorgefertigte Spannbetonelemente verwendet wurden. Das Interieur ist schlicht und modern, Marmorboden, Glasmalerei, elektrische Orgeln. Daneben ein freistehender Glockenturm. Zum Abschluss der Gestaltung des Kirchenumfelds 1998–2002 wurde vor der Kirche ein Denkmal für Papst Johannes Paul II. aufgestellt, 2010 wurde das Museum Johannes Paul II. eingerichtet.